# ナイショのよりみち
『ナイショのよりみち』（ないしょのよりみち）は、CAGEが製作、2005年12月22日に発売したアダルトゲームである。2008年からはダウンロード販売も行われている。

## 概要
CAGE作品に付き物のショタ要素は、本作においても健在であり、5人中2人を占める。なお、本作は2009年現在、CAGEにおいて非ショタヒロインを含む最後の作品であり、以降の作品のメインヒロインはすべて男子となっている。
本作に登場する大半のキャラクターの名前は、神奈川県横浜市の地名および名所に由来しており、横浜3部作の1つとされている。本作は第2作であり、第1作は『大好きな先生にHなおねだりしちゃうおませなボクの/私のぷにぷに』である。

## あらすじ
主人公の蒔田弘明は、在宅勤務のウェブサイトデザイナーである。叔母の桜川彩夏（あやか）が用事で日中に家を空けることとなり、そのためしばらくの間、双子の従姉弟、みらい（姉）とみなと（弟）を放課後から夕方まで預かることとなった。
小さい頃から親しい間柄にあった2人を預かることに、断る理由もなく、従姉弟と楽しい時間を過ごすこととなったが、その時間も長くは続かなかった。従姉弟は次第にクラス委員や部活動などが理由で主人公宅に訪れる機会が減った上、ついには彩夏の用事が片付いてきたことから、近々、双子たちが主人公宅に寄り道する必要がなくなってしまうのだった。
そんなある日、従姉弟のうちの1人が主人公に自身の想いを告げ、その日からナイショの寄り道が始まるのだった。

## 登場キャラクター
前述の通り、キャラクターの名前は神奈川県横浜市の地名および名所に由来している。
蒔田 弘明（まきた ひろあき）
在宅勤務のウェブサイトデザイナー。一時期に流行った、にわかデザイナーではなく、プロデザイナーであると自称している。
桜川 みらい（さくらがわ みらい）
声：茶谷やすら
主人公の従妹。みなとの姉にあたる。4年2組。自己主張ははっきりしており、わがままな面もあるが、基本的には優しい性格。ただし、照れ屋であることと弱気な面を見せたがらない性格から、本心とは異なる言動を取ることもある。暑いのは苦手。「まりん」「やちよ」とは仲良し3人組で、いつも一緒である。
極度の雨女で、（みらいルート時）みなとが内緒で作ったてるてる坊主も効果を発揮せず、主人公との初デートも雨で中止となってしまうほどである。
桜川 みなと（さくらがわ みなと）
声：桜木ハルキ
主人公の従弟。みらいの弟にあたる。姉とは対照的に、自己主張をあまりすることはなく、控え目な性格。料理はフレンチシェフの父の影響を受けており、（年齢を考えると）得意である。
主人公のことを密かに想っている。（みなとルート時）その想いのあまり、作品冒頭で主人公の胸で泣いてしまう。
鶴見 つばさ（つるみ つばさ）
声：春奈有美
スポーツや勉強はそつなくこなし、性格も良いという、クラスのリーダー的存在。大企業「鶴見運輸」の御曹司だが、本人はチヤホヤされたくないと思っている。内々では、千住院重工業の社長令嬢との婚約話が挙がっているが、それについても快く思っていない。
大親友のみなとを主人公に取られたと思っていることから、作品初期においては敵意を抱いている。しかし、主人公の性格に触れるにつれ、次第にその考えを改めてくことになる。
氷川 まりん（ひかわ まりん）
声：金田まひる
みらいのクラスメイト。快活少女で、仲良し3人組の中ではムードメーカーでもある。体を動かすことが好きで、全般的にスポーツは得意だが、ルールを覚えるのが苦手という点がスポーツ少女としては珠に瑕である。野性的な超感覚の持ち主で、天気の変化を予測できる、方角が判る、をはじめとして、常人外れに勘が鋭いという能力を持っている。自称ナイスバディで、ナイスバディの美人に憧れていることから、「やちよ」をライバル視している。Hなことにも興味を持っている。
妙香寺 やちよ（みょうこうじ やちよ）
声：松田理沙
みらいのクラスメイト。厳格なお家柄の箱入り娘で、成績はいつも学年でトップである。性格は控え目。趣味は多彩で、時代劇、海外古典文学、アニメ（一般、18禁）、エロ同人誌、など多岐に渡る。エロ分け隔てなく鑑賞しているため、その手の情報には詳しいが、実体験を伴ったものではない。
なかよし3人組の中では、微差ながら一番胸が大きい。

## システム
マップ選択を用いない選択分岐型の一般的なアドベンチャーゲームとなっている。
Hシーンにおいては、Hシーンの系統（マンコ系、フェラ系、アヌス系など）を示す選択肢が現れる。系統ごとに達成レベルが設けられており、あるレベルの選択肢を選択すると、以降の選択肢でその系統の次のレベルの選択肢が現れる、という仕組みとなっている。なお、特定系統のレベルを上げ続けると、選択されずに低レベルのまま置いてけぼりになった系統の選択肢は表示されなくなる。

## スタッフ
- 企画：燕人
- シナリオ：燕人
- 原画：むにゅう

## エンディングテーマ
「内緒の寄り道」
作詞：みなみ透子 / 作曲：飯塚博 / 歌：茶谷やすら、桜木ハルキ